# Brian Herbert

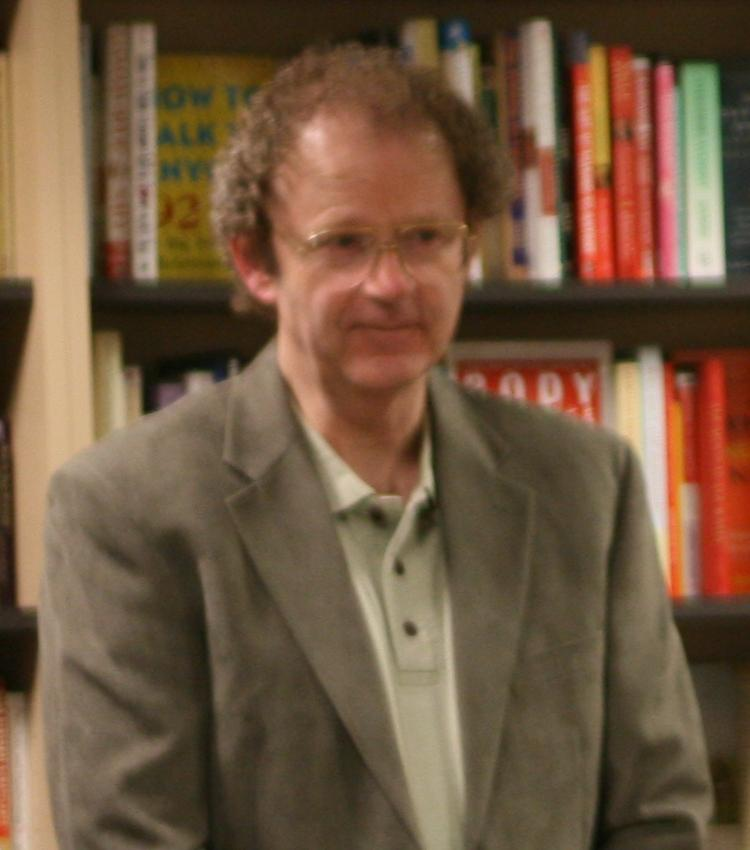
Brian Herbert

Brian Patrick Herbert (n. 29 iunie 1947) este un scriitor de succes american care trăiește în statul Washington. Este cel mai mare copil al faimosului scriitor de science fiction Frank Herbert.
Romanele lui Brian Herbert cuprind Sidney's Comet, Prisoners of Arionn, Man of Two Worlds (scris împreună cu tatăl său) și Sudanna Sudanna. În 2003, Herbert a scris o biografie a tatălui său, Dreamer of Dune: The Biography of Frank Herbert. Tânărul Herbert a editat The Songs of Muad'dib și Notebooks of Frank Herbert's Dune. Brian a realizat și legăturile din universul Dune bazate pe însemnările tatălui său, dar publicarea lor nu intră în planurile lui din viitorul apropiat.
Brian este celebru pentru colaborarea cu autorul Kevin J. Anderson, împreună cu care a scris numeroase preludii la romanul de succes al tatălui său, Dune, toate intrând pe lista de bestsellere din New York Times. Cei doi au început cu trilogia Preludiul Dunei (1999-2001) și Legendele Dunei (2002-2004). În continuare, Brian și Anderson au publicat Hunters of Dune (2006) și Sandworms of Dune (2007), două urmări la seria originală a lui Frank Herbert, pe care moartea acestuia din 1986 a lăsat-o incompletă. Conform spuselor lui Herbert și Anderson, aceste romane se bazează pe însemnările lăsate de Frank Herbert pentru ceea ce el numea Dune 7, al șaptelea roman din serie pe care îl avea în plan.Format:Herbert notes În 2008, Brian și Anderson au început publicarea seriei Heroes of Dune, ale cărei romane se potrivesc între romanele seriei originale.
Căsătoriți din 1967, Brian și soția lui, Jan Herbert, au trei fete: Julie, Kim și Margaux Beverly. Brian mai are un frate vârstnic pe jumătate vitreg, Penny; fratele lor mai tânăr, activistul gay Bruce Calvin Herbert, a murit de SIDA în 1999.

## Opera

### Individual
- Sidney's Comet (1983)
- The Garbage Chronicles (1985)
- Man of Two Worlds (1986) (cu Frank Herbert)
- Sudanna, Sudanna (1986)
- Prisoners of Arionn (1987)
- The Race for God (1990)
- Memorymakers (1991) (cu Marie Landis)
- Blood on the Sun (1996) (cu Marie Landis)

#### Seria Timeweb
- Timeweb (2006)
- The Web and the Stars (2007)
- Webdancers (2008)

### Non-ficțiune
- Dreamer of Dune: The Biography of Frank Herbert (2003)

### SeriaDune- cu Kevin J. Anderson

#### TrilogiaPreludiul Dunei
- Dune: House Atreides (1999)

ro. Dune: Casa Atreides (Traducere Silviu Genescu și Mircea Pricăjan) - Editura Millennium Press 2007
- Dune: House Harkonnen (2000)

ro. Dune: Casa Harkonnen (Traducere Cristina și Ștefan Ghidoveanu) - Editura Millennium Press 2007
- Dune: House Corrino (2001)

ro. Dune: Casa Corrino (Traducere Cristina și Ștefan Ghidoveanu) - Editura Millennium Press 2007

#### TrilogiaLegendele Dunei
- Dune: The Butlerian Jihad (2002)

ro. Dune: Jihadul butlerian (Traducere Cristina și Ștefan Ghidoveanu) - Editura Millennium Press 2008
- Dune: The Machine Crusade (2003)

ro. Dune: Cruciada mașinilor (Traducere Cristina și Ștefan Ghidoveanu) - Editura Millennium Press 2009
- Dune: The Battle of Corrin (2004)

ro. Dune: Bătălia Corrinului (Traducere Cristina și Ștefan Ghidoveanu) - Editura Millennium Press 2009

#### Dune 7
- Hunters of Dune (2006) Editura NEMIRA
- Sandworms of Dune (2007) Editura Nemira

#### Altele
- The Road to Dune (carte escortă a întregii colecții Dune) (2005)

#### Heroes of Dune
- Paul of Dune (2008)
- The Winds of Dune (2009)[2]
- The Throne of Dune[2]
- Leto of Dune'[3]

#### Dune- povestiri
- "Dune: A Whisper of Caladan Seas"
- "Dune: Hunting Harkonnens"
- "Dune: Whipping Mek"
- "Dune: The Faces of a Martyr"
- "Dune: Sea Child"
- "Dune: Treasure in the Sand"